# Strandvik
Strandvik es una localidad del municipio de Fusa en la provincia de Hordaland, Noruega. El pueblo se asienta en la costa norte del Bjørnafjorden, 10 km al este de Osøyro (cruzando el fiordo) y a la misma distancia en dirección sudeste de Fusa.
Strandvik está en el Bjørnafjorden, una ruta importante hacia Bergen para los municipios de Os, Tysnes, Austevoll y Fusa. La iglesia de Strandvik tiene su sede aquí. El aeropuerto de Bergen-Flesland está a 50 km de la localidad.
Desde 1903 hasta 1964 fue el centro administrativo del municipio homónimo, cuyo territorio es la porción sureña del municipio de Fusa.